# لاله عثمانی
لاله عثمانی (زادهٔ ۱۹۹۲) یک فعال حقوق زنان اهل افغانستان است که کارزاری در شبکه‌های اجتماعی تحت عنوان #نامم_کجاست را تأسیس کرد که با سنت استفاده نکردن از نام زنان به طور علنی در افغانستان مخالفت می‌کرد. این کارزار به جلب توجه به عدم حق زنان برای استفاده از نام خود در اسناد رسمی افغانستان می‌پرداخت. پس از پنج سال فعالیت، قانونی برای درج نام مادر در شناسنامه تأیید شد. واکنش‌ها نسبت به این تغییر مختلف بوده، برخی از چهره‌های هنری و سیاسی افغانستان با آن همراه بودند، در حالی که برخی آن را به دلیل «بی‌احترامی به ارزش‌های افغانستان» مورد نقد قرار دادند و عثمانی را به دلیل نقشش در این کارزار، به مرگ تهدید کردند. اودر سال 2017 به عنوان جوان برتر سال اوارد گرفت.بعد به عنوان یکی از ۱۰۰ زن تأثیرگذار جهان در بی‌بی‌سی در سال ۲۰۲۰ شناخته شد. به همین منوال در سال 2021 عنوان بانوی سال افغانستان را لقب گرفت. بعد از سقوط افغانستان او به المان پناهنده شد و درسال 2023 به عنوان یکی از سه قهرمان برابری در المان از طرف سایت وزارت خارجه المان شناخته شد و در اخیر در سال 2024 کمپین نامم کجاست جز سه روایت سالانه UN Women انتخاب شد.

## کارزار #نامم_کجاست
عثمانی در سال ۱۹۹۲ در افغانستان به دنیا آمد و در دانشگاه هرات حقوق اسلامی خواند. وی در سال ۲۰۱۷ به همراه تهمینه رشیق کارزار رسانه‌ای #نامم_کجاست را پایه‌گذاری کرد. این کارزار در اعتراض به این واقعیت که در افغانستان، زنان به طور سنتی حق استفاده از نام خود را در ملاء عام نداشتند، راه‌اندازی شد. این رسم به این معنی بود که نام زنان در اسناد رسمی مانند شناسنامه یا گواهی فوت و حتی روی سنگ قبر آنها وجود ندارد و این کارزار درصدد آن بود تا توجه جامعه را به این موضوع جلب کند و قانون را در این رابطه تغییر دهد.
لاله عثمانی در گفت‌وگو با رسانه‌ها گفته بود که با آغاز این کارزار می‌خواهد در مقابل بی‌عدالتی بایستد و فرزندان را صاحب نام مادر کند و از مردان خانواده نیز بپرسد که چرا از به زبان آوردن نام زنان‌شان این همه شرم می‌کنند؟ او برای اینکه خود و دیگر زنان صاحب نام شوند، این کارزار را به راه انداخت. پس از گذشت پنج سال از راه‌اندازی این کارزار، دفتر مطبوعاتی معاون دوم ریاست جمهوری افغانستان گفت که کمیتۀ قوانین درج نام مادر در شناسنامه را تأیید کرده است.

### واکنش‌ها
ماری اکرمی، رئیس شبکهٔ زنان افغانستان، خبر تغییر این قانون را «گامی مثبت در جهت تثبیت هویت زنان» توصیف کرد. فوزیه کوفی ابراز کرد که «تغییر این قانون، مسئلهٔ حقوق زنان نبود، بلکه یک حق قانونی است، یک حق طبیعی».  از دیگر حامیان فعالیت‌های عثمانی می‌توان به فرهاد دریا، آریانا سعید، و مریم سما اشاره کرد.
با این حال، این تغییر قانون مورد استقبال برخی قرار نگرفت، زیرا آنها آن را بی‌احترامی به ارزش‌های افغانستان یا اقدامی برای جلب رضایت ایالات متحده می‌دانستند. طالبان که در سال ۲۰۲۰ در حال مذاکره با دولت وقت افغانستان در مورد تقسیم قدرت بودند، با درج نام زنان در شناسنامه مخالفند. علاوه بر این، عثمانی به دلیل نقشش در این کارزار، تهدید به مرگ شده است.
کمک‌های عثمانی به حقوق زنان در افغانستان باعث شد تا نام او در فهرست ۱۰۰ زن بی‌بی‌سی در سال ۲۰۲۰ مورد قرار گیرد.